# Archidiecezja hanojska
Archidiecezja hanojska (łac. Archidioecesis Hanoiensis, wiet. Tổng giáo phận Hà Nội) – rzymskokatolicka archidiecezja ze stolicą w Hanoi w Wietnamie. Arcybiskupi Hanoi są metropolitami metropolii o tej samej nazwie.
W 2023 w archidiecezji służyło 40 braci i 716 sióstr zakonnych.

## Historia
9 września 1659 papież Aleksander VII brewe Super cathedram erygował wikariat apostolski Tonkinu. Dotychczas wierni z tych terenów należeli do diecezji Makau.
W 1662 odłączono wikariat apostolski Siam (obecnie archidiecezja Bangkok w Tajlandii).
24 lipca 1678 nastąpił podział wikariatu na wikariat apostolski Zachodniego Tonkinu z siedzibą w Hanoi oraz wikariat apostolski Wschodniego Tonkinu (obecnie diecezja Hajfong).
W latach 1832–1838 koadiutorem a następnie przez 4 miesiące wikariuszem apostolskim Zachodniego Tonkinu był św. Piotr Borie MEP - ścięty podczas prześladowań chrześcijan.
Z wikariatu apostolskiego Zachodniego Tonkinu odłączyły się:
- 27 marca 1846 - wikariat apostolski Południowego Tonkinu (obecnie diecezja Vinh)
- 15 kwietnia 1895 - wikariat apostolski Górnego Tonkinu (obecnie diecezja Hưng Hóa).

3 grudnia 1924 nastąpiła zmiana nazwy na wikariat apostolski Hanoi.
24 listopada 1960 papież Jan XXIII podniósł wikariat apostolski Hanoi do rangi archidiecezji metropolitarnej.
Obecnie, pod rządami komunistów, zdarzają się napady i profanacje miejsc kultu odbywające się w asyście policji.

## Ordynariusze
wszyscy ordynariusze do 1949 byli Francuzami

### Wikariusze apostolscy
- François Pallu MEP (1659 - 1679) następnie mianowany wikariuszem apostolskim Fujianu w Chinach
- Jacques de Bourges MEP (1679 - 1714)
- Edme Bélot MEP (1714 - 1717)
- François-Gabriel Guisain MEP (1718 - 1723)
- Louis Néez MEP (1738 - 1764)
- Bertrand Reydellet MEP (1764 - 1780)
- Jacques-Benjamin Longer MEP (1789 - 1831)
- Joseph-Marie-Pélagie Havard MEP (1831 - 1838)
- św. Piotr Borie MEP (1838) zamordowany przed ingresem
- Pierre-André Retord MEP (1839 - 1858)
- Charles-Hubert Jeantet MEP (1858 - 1866)
- Joseph-Simon Theurel MEP (1866 - 1868)
- Paul-François Puginier MEP (1868 - 1892)
- Pierre-Jean-Marie Gendreau MEP (1892 - 1935)
- François Chaize MEP (1935 - 1949)
- Joseph-Marie Trịnh Như Khuê (1950 - 1960)

### Arcybiskupi
- kard. Joseph-Marie Trịnh Như Khuê (1960 - 1978) kreowany kardynałem w 1976
- kard. Joseph-Marie Trịnh Văn Căn (1978 - 1990) kreowany kardynałem w 1979
  - Paul Joseph Phạm Đình Tụng (1990 - 1994) administrator apostolski, biskup Bắc Ninh
- kard. Paul Joseph Phạm Đình Tụng (1994 - 2005) kreowany kardynałem w 1994
- Joseph Ngô Quang Kiệt (2005 - 2010)
- kard. Pierre Nguyễn Văn Nhơn (2010 - 2018) kreowany kardynałem w 2015
- abp Joseph Vũ Văn Thiên (od 2018)